# Теорія інваріантів
Теорія інваріантів — розділ абстрактної алгебри, який вивчає дії груп на алгебраїчних многовидах з точки зору їх впливу на функції визначені на цих многовидах. Класично, теорія розглядає питання про явного опису многочленів, які не змінюються, або є інваріантними, відносно до перетвореннями заданого лінійною групою.
Теорія інваріантів скінченних груп має тісний зв'язок з теорією Галуа. Одним з перших відомих результатів була основна теорема про симетричні функції, яка описує інваріанти симетричної групи {\displaystyle \ S_{n}}, що діє на кільці многочленів перестановками змінних. 
Теорія інваріантів нескінченних груп нерозривно пов'язана з розвитком лінійної алгебри, зокрема, теорії квадратичних форм і детермінантів. Теорія представлень напівпростих груп Лі має своє коріння в теорії інваріантів.

## Вступ
Нехай {\displaystyle G} буде групою, а {\displaystyle V} - скінченновимірним векторним простором над полем {\displaystyle k} (яке в класичній теорії інваріантів як правило вважалося комплексними числами). Зображеннчя групи {\displaystyle G} у просторі {\displaystyle V} є гомоморфізмом групи {\displaystyle \pi :G\to GL(V)}, що індукує дію групи {\displaystyle G} на {\displaystyle V}. Якщо {\displaystyle k[V]} є простором поліноміальних функцій на {\displaystyle V}, то дія групи {\displaystyle G} на {\displaystyle V} викликає дію на {\displaystyle k[V]} за наступною формулою:
{\displaystyle (g\cdot f)(x):=f(g^{-1}(x))\qquad \forall x\in V,g\in G,f\in k[V].}
З цією дією природно розглядати підпростір всіх поліноміальних функцій, що є інваріантними відносно цієї дії групи, іншими словами множина поліномів, таких що {\displaystyle g\cdot f=f} для всіх {\displaystyle g\in G}. Цей простір інваріантних поліномів позначається {\displaystyle k[V]^{G}}.
Перша проблема теорії інваріантів: Чи є {\displaystyle k[V]^{G}} скінченно породженою алгеброю над {\displaystyle k}?
Наприклад, якщо {\displaystyle G=SL_{n}} і {\displaystyle V=M_{n}} — простір квадратних матриць, а дія {\displaystyle G} на {\displaystyle V} задана лівим множенням, тоді {\displaystyle k[V]^{G}} ізоморфна поліноміальній алгебрі від  однієї змінної, породженої визначником. Іншими словами, в цьому випадку кожен інваріантний многочлен  є лінійною комбінацією степенів многочлена від визначника. Таким чином, в цьому випадку {\displaystyle k[V]^{G}} є скінченно породженою над {\displaystyle k}.
Якщо відповідь позитивна, то наступне питання — знайти мінімальний базис і запитати, чи є модуль поліноміальних відношень між елементами базису (відомий як сизигії) скінченно породженим над {\displaystyle k[V]}.
Теорія інваріантів скінченних груп має тісні зв'язки з теорія Галуа. Одним із перших великих результатів була основна теорема про симетричні функції, яка описувала інваріанти симетричної групи {\displaystyle S_{n}}, що діє на кільце поліномів {\displaystyle R[x_{1},\ldots ,x_{n}]} шляхом перестановок змінних. Більш загально, теорема Шевалле-Шепарда-Тодда характеризує скінченні групи, чия алгебра інваріантів є поліноміальним кільцем. Сучасні дослідження в теорії інваріантів скінченних груп акцентують на "ефективних" результатах, таких як явні межі для степенів породжуючих. Випадок додатньої характеристики, ідеологічно близький до теорія зображень модулів, є предметом активного дослідження та пов'язана  з  алгебраїчною топологією.
Теорія інваріантів нескінченних груп нерозривно пов'язана з розвитком лінійної алгебри, зокрема теорій квадратичних форм і визначників. Ще однією темою з сильним взаємовпливом була проективна геометрія, де очікувалося, що теорія інваріантів зіграє важливу роль у систематизації матеріалу. Одним із найяскравіших моментів цих взаємовідносин є символічний метод. Теорія зображень напівпростих груп Лі має свої корені в теорії інваріантів.
Робота Девіда Гільберта щодо питання про скінченну породженість  алгебри інваріантів (1890) призвела до створення нової математичної дисципліни, абстрактної алгебри. Пізніша робота Гільберта (1893) займалася тими ж питаннями більш конструктивними та геометричними шляхами, але залишилася маловідомою до тих пір, поки Девід Мамфорд не відновив ці ідеї у 1960-х роках у значно більш загальній та сучасній формі у своїй геометричній теорії інваріантів. Значною мірою завдяки впливу Мамфорда предмет теорії інваріантів охоплює теорію дій лінійних алгебраїчних груп на афінних та проективних многоовидах. Окремий напрямок теорії інваріантів, що йде від класичних конструктивних та комбінаторних методів XIX століття, розвивався Джан-Карло Ротою та його школою. Помітним прикладом цього кола ідей є теорія стандартних мономів.

## Приклади
Прості приклади теорії інваріантів випливають з обчислення інваріантних мономів в результаті дії групи. Наприклад, розгляньте дію {\displaystyle \mathbb {Z} /2\mathbb {Z} } на {\displaystyle \mathbb {C} [x,y]}, яка відправляє
{\displaystyle {\begin{aligned}x\mapsto -x&&y\mapsto -y\end{aligned}}}
Тоді, оскільки {\displaystyle x^{2},xy,y^{2}} є мономами найнижчого степеня, які є інваріантними, маємо, що
{\displaystyle \mathbb {C} [x,y]^{\mathbb {Z} /2\mathbb {Z} }\cong \mathbb {C} [x^{2},xy,y^{2}]\cong {\frac {\mathbb {C} [a,b,c]}{(ac-b^{2})}}}
Цей приклад лежить в основі багатьох обчислень.

## Зародження  в XIX столітті
Кейлі вперше розглянув задачі з  теорії інваріантів у своїй "Теорії лінійних перетворень (1845)." На початку своєї статті Кейлі віддає належне статті 1841 року Джордж Буль, "дослідження мені були запропоновані завдяки дуже елегантній роботі з цієї теми... паном Булем." (Стаття Буля була Представлення загальної теорії лінійних перетворень, Кембриджський математичний журнал.)
Класично, термін "теорія інваріантів" відноситься до вивчення інваріантних алгебраїчних форм (еквівалентно, симетричних тензорів) відносно дії лінійних перетворень. Це була значна галузь досліджень у другій половині дев'ятнадцятого століття. Сучасні теорії, пов'язані з симетричною групою та симетричними функціями, комутативна алгебра, простір модулів та зображення груп Лі, мають своє коріння в цій області.
Детальніше, маючи скінченновимірний векторний простір {\displaystyle V} розмірності {\displaystyle n}, ми можемо розглянути симетричну алгебра {\displaystyle S(S^{r}(V))} поліномів степеня {\displaystyle r} над {\displaystyle V}, та дію на ній {\displaystyle GL(V)}. Насправді більш точно вважати релятивні інваріанти {\displaystyle GL(V)}, або представлення {\displaystyle SL(V)}, якщо ми говоримо про інваріанти: це тому, що скалярний множник одиничного перетворення діятиме на тензор рангу {\displaystyle r} у {\displaystyle S(V)} через {\displaystyle r}-те ступінь 'ваги' скаляра. Тоді мета полягає в тому, щоб визначити підалгебру інваріантів {\displaystyle I(S^{r}(V))} для дії. Ми, класичною мовою, дивимося на інваріанти {\displaystyle n}-арних {\displaystyle r}-ік, де {\displaystyle n} є розмірністю {\displaystyle V}. (Це не те саме, що знаходження інваріантів {\displaystyle GL(V)} на {\displaystyle S(V)}; це незацікавлена проблема, оскільки єдині такі інваріанти — константи.) Найбільш вивченим був випадок інваріанти бінарної форми, де {\displaystyle n} = 2.
Інша робота включала діяльність Фелікса Кляйна у розрахунках кілець інваріантів дій скінченних груп на {\displaystyle \mathbf {C} ^{2}} (класифіковані за класифікацією ADE); це кільця координат сингулярностей дю Валь.
Робота Девіда Гільберта, довівши, що I(V) була скінченно представлена у багатьох випадках, майже поклала край класичній теорії інваріантів на кілька десятиліть, хоча класична епоха в предметі продовжувалася до останніх публікацій Альфреда Янга, більше ніж через 50 років пізніше. Явні розрахунки для конкретних цілей відомі у сучасні часи (наприклад Шіода, з бінарними октавіками).

## Теореми Гільберта
Гільберт(1890) довів, що якщо {\displaystyle V} є зображенням представленням комплексної алгебраїчної групи {\displaystyle G=SL_{n}(C)}, тоді кільце інваріантів {\displaystyle G}, що діє на кільці поліномів {\displaystyle R=S(V)}, є скінченно породженим. Для свого доведення він використовував оператор Рейнольдса {\displaystyle p} із {\displaystyle R} в {\displaystyle R^{G}} з такими властивостями:
- {\displaystyle p(1)=1}
- {\displaystyle p(a+b)=p(a)+p(b)}
- {\displaystyle p(ab)=ap(b)} завжди, коли {\displaystyle a} є інваріантом.

Гільберт явно побудував оператор Рейнольдса, використовуючи процес омега Кейлі {\displaystyle \Omega }, хоча тепер більш поширена непряма конструкція {\displaystyle p}: для компактних груп {\displaystyle G} оператор Рейнольдса отримують шляхом усереднення по {\displaystyle G}, а некомпактні редуктивні групи можна звести до випадку компактних груп, використовуючи трюк Вейля.
З урахуванням оператора Рейнольдса, теорема Гільберта доводиться так. Кільце {\displaystyle R} є кільцем поліномів, тому градуйоване за степенями, і ідеал {\displaystyle I} визначається як ідеал, породжений однорідними інваріантами позитивних степенів. За  теорема Гільберта про базис ідеал {\displaystyle I} скінченно породжений (як ідеал). Отже, {\displaystyle I} породжений кількома інваріантами {\displaystyle G} (оскільки, якщо ми маємо будь-яку – можливо нескінченну – підмножину {\displaystyle S}, яка породжує кінцево породжений ідеал {\displaystyle I}, то {\displaystyle I} вже породжений деякою скінченною підмножиною {\displaystyle S}). Нехай {\displaystyle i_{1},...,i_{n}} є скінченною множиною інваріантів {\displaystyle G}, які породжують {\displaystyle I} (як ідеал). Основна ідея полягає в тому, щоб показати, що ці породжують кільце {\displaystyle R^{G}} інваріантів. Припустимо, що {\displaystyle x} є деяким однорідним інваріантом степеня {\displaystyle d>0}. Тоді
{\displaystyle x=a_{1}i_{1}+...+a_{n}i_{n}}
для деяких {\displaystyle a_{j}} у кільці {\displaystyle R}, оскільки {\displaystyle x} знаходиться в ідеалі {\displaystyle I}. Ми можемо припустити, що {\displaystyle a_{j}} є однорідними степеня {\displaystyle d-\deg i_{j}} для кожного {\displaystyle j} (в іншому випадку, ми замінюємо {\displaystyle a_{j}} його однорідною компонентою степеня {\displaystyle d-\deg i_{j}}; якщо ми зробимо це для кожного {\displaystyle j}, рівняння {\displaystyle x=a_{1}i_{1}+...+a_{n}i_{n}} залишиться валідним). Тепер, застосувавши оператор Рейнольдса до {\displaystyle x=a_{1}i_{1}+...+a_{n}i_{n}} отримуємо
{\displaystyle x=p(a_{1})i_{1}+...+p(a_{n})i_{n}}

## Геометрична теорія  інваріантів
Сучасне формулювання геометричної теорії  інваріантів належить Девіду Мамфорду і акцентує на конструкції фактору за дією групи, який повинна захоплювати інваріантну інформацію через її кільце координат. Це тонка теорія, в якій успіх досягається шляхом виключення деяких "поганих" орбіт і ідентифікації інших з "хорошими" орбітами. У окремому розвитку символічний метод теорії інваріантів, який здавався евристичним комбінаторним позначенням, було реабілітовано.
Однією з мотивацій було створення модульних просторів в алгебраїчній геометрії як часток схем, що параметризують позначені об'єкти. У 1970-х та 1980-х роках теорія розвивалася взаємодіями з симплектичною геометрією та еквіваріантною топологією і була використана для конструювання модульних просторів об'єктів у диференціальній геометрії, таких як інстантони та монополі.

## Зовнішні посилання
- H. Kraft, C. Procesi, Classical Invariant Theory, a Primer
- V. L. Popov, E. B. Vinberg, ``Invariant Theory", in Algebraic geometry. IV. Encyclopaedia of Mathematical Sciences, 55 (translated from 1989 Russian edition) Springer-Verlag, Berlin, 1994; vi+284 pp.; ISBN 3-540-54682-0